# Claire Cooper
Claire Elizabeth Cooper (Wakefield, West Yorkshire; 24 de enero de 1979) es una actriz inglesa, más conocida por haber interpretado a Jacqui McQueen en la serie Hollyoaks.

## Biografía
Es muy buena amiga de las actrices Gemma Merna y Jennifer Metcalfe. 
Tiene una tienda de ropa llamada "The Closet" en Liverpool, que maneja junto a Metcalfe y Leah Hackett.
En 2007 salió con el actor Kevin Sacre, sin embargo la relación terminó. 
En 2010 comenzó a salir con el actor Emmett Scanlan, A finales de diciembre de 2014, la pareja se comprometió. la pareja se casó el 31 de diciembre de 2015. En mayo de 2020 anunciaron que estaban esperando a su primer hijo juntos, a quien le dieron la bienvenida el 18 de julio de 2020. Unos meses después, en octubre Claire reveló que el año anterior había sufrido un aborto. Es la madrastra de Kayla Scanlan, la hija de Emmett de una relación anterior. Tiene 2 hijos con Emmet J. Scanlan, además de ser madrastra de Kayla.

## Carrera
El 26 de septiembre de 2006, se unió al elenco principal de la exitosa serie británica Hollyoaks, donde interpretó a Jacqui McQueen hasta el 26 de abril de 2013. En 2008 apareció como invitada en el programa Big Brother: Celebrity Hijack, junto con las actrices Gemma Merna y Jennifer Metcalfe, quienes interpretan a sus hermanas en Hollyoaks. En 2009 apareció en el spin-off de la serie Hollyoaks Later, donde interpretó de nuevo a Jacqui.
En junio de 2016, se anunció que Claire aparecería en el nuevo docudrama de seis partes 6 Wives, donde dará vida a la reina Ana Bolena. En septiembre del mismo año se anunció que Claire se había unido al elenco recurrente de la nueva serie Still Star-Crossed, donde dará vida a la manipuladora Lady Montague.

## Filmografía

### Series de televisión
| Año             | Título                       | Personaje           | Notas                                        |
| --------------- | ---------------------------- | ------------------- | -------------------------------------------- |
| 2017 - presente | Snatch                       | Miss Terri Dwyer    | 7 episodios                                  |
| 2017            | 12 Monkeys                   | Eliza               | episodio #3.9                                |
| 2017            | Still Star-Crossed           | Lady Tessa Montague | episodio "Pluck Out the Heart of My Mystery" |
| 2016            | Captive                      | Camila Carr         | episodio "British Aid Workers, Chechnya"     |
| 2016            | In the Club                  | Claire              | episodio # 2.1 - miniserie                   |
| 2016            | Henry VIII and His Six Wives | Anne Boleyn         | 2 episodios - miniserie                      |
| 2015            | A.D. The Bible Continues     | Herodías            | 6 episodios                                  |
| 2014            | Scott & Bailey               | Jenny Redhead       | episodio # 4.5                               |
| 2014            | Suspects                     | Carol Collins       | 3 episodios                                  |
| 2014            | From There to Here           | Matilda             | 2 episodios - miniserie                      |
| 2006 - 2013     | Hollyoaks                    | Jacqui McQueen      | 523 episodios                                |
| 2009            | Hollyoaks Later              | Jacqui McQueen      | 5 episodios                                  |
| 2006            | Coronation Street            | Anya Spader         | episodio # 1.6361                            |
| 2006            | Waterloo Road                | Zoe                 | episodio # 1.3                               |
| 2004            | Waking the Dead              | Audrey Clayton      | 2 episodios                                  |
| 1999            | Red Dwarf                    | Mujer               | episodio "Krytie TV"                         |

### Documental
| Año  | Título                      | Personaje   | Notas                    |
| ---- | --------------------------- | ----------- | ------------------------ |
| 2016 | Six Wives with Lucy Worsley | Anne Boleyn | documental - 2 episodios |

## Premios y nominaciones
| Año  | Categoría                 | Premio             | Serie     | Resultado |
| ---- | ------------------------- | ------------------ | --------- | --------- |
| 2013 | Best Soap Actress         | TV Choice Award    | Hollyoaks | Nominada  |
| 2013 | Best Actress              | British Soap Award | Hollyoaks | Ganadora  |
| 2013 | Best Dramatic Performance | British Soap Award | Hollyoaks | Nominada  |
| 2011 | Best Actress              | British Soap Award | Hollyoaks | Nominada  |
| 2011 | Best Dramatic Performance | British Soap Award | Hollyoaks | Nominada  |
| 2007 | Best Actress              | Inside Soap Award  | Hollyoaks | Nominada  |